# Reprezentacja Rumunii w koszykówce mężczyzn
Reprezentacja Rumunii w koszykówce mężczyzn - drużyna, która reprezentuje Rumunię w koszykówce mężczyzn. Za jej funkcjonowanie odpowiedzialny jest Rumuński Związek Koszykówki (FRB). Szesnaście razy brała udział w Mistrzostwach Europy, jednak nigdy nie zdobyła medalu. Wystąpiła również raz na Igrzyskach Olimpijskich.

## Udział w imprezach międzynarodowych
- Igrzyska Olimpijskie
  - 1952 - 17. miejsce (Ex aequo z innymi reprezentacjami)

- Mistrzostwa Europy
  - 1935 - 10. miejsce
  - 1947 - 10. miejsce
  - 1953 - 13. miejsce
  - 1955 - 7. miejsce
  - 1957 - 5. miejsce
  - 1959 - 8. miejsce
  - 1961 - 7. miejsce
  - 1963 - 11. miejsce
  - 1965 - 13. miejsce
  - 1967 - 5. miejsce
  - 1969 - 9. miejsce
  - 1971 - 8. miejsce
  - 1973 - 9. miejsce
  - 1975 - 11. miejsce
  - 1985 - 10. miejsce
  - 1987 - 12. miejsce